# سیارک ۲۸۴۱
سیارک ۲۸۴۱ (به انگلیسی: 2841 Puijo، نامگذاری:1943DM) دو هزار و هشتصد و چهل و یکمین سیارک کشف شده‌است که در ۲۶ فوریه ۱۹۴۳ کشف شد.
قدر مطلق سیارک برابر ۱۲٫۷۰ است.